# Ік (притока Ками)
Ік (рос. Ик; тат. Ык) — річка в Башкортостані і Татарстані, ліва притока Ками.
Довжина річки 571 км, площа басейну 18 тис. км². Протікає, в основному, по межі Башкирії і Татарстану в межах Бугульмінсько-Белебєєвської височині.
Живлення головним чином снігове. Середня витрата води біля села Нагайбаково 45,5 м³/с. Замерзає в другій половині листопада, розкривається в середині квітня. Головні притоки: Димка, Мелля, Мензеля — зліва; Усень — справа. Гирло річки залите водами Нижньокамського водосховища. Судноплавна на 100 км від гирла.
На річці розташовані міста Октябрський, Мензелінськ. У басейні річки Ік великі родовища нафти, постійне видобування ведеться на території Муслумовського і Азнакаєвського районів Республіки Татарстан.
У районі села Тумутук (Азнакаєвський район) побудована дамба.